# Anisotome pilifera
Anisotome pilifera är en flockblommig växtart som först beskrevs av Joseph Dalton Hooker, och fick sitt nu gällande namn av Leonard C. Cockayne och Robert Malcolm Laing. Anisotome pilifera ingår i släktet Anisotome och familjen flockblommiga växter. Inga underarter finns listade i Catalogue of Life.